# Brankář roku Deutsche Eishockey Liga
Brankář roku je každoročně udělované ocenění pro nejlepšího brankáře Deutsche Eishockey Liga.
| Sezóna                      | Vítěz                |
| --------------------------- | -------------------- |
| 1994/1995                   | Klaus Merk           |
| 2001/2002                   | Frédéric Chabot      |
| 2009/2010                   | Jean-Sébastien Aubin |
| 2010/2011                   | Jochen Reimer        |
| 2011/2012                   | Jochen Reimer        |
| 2012/2013                   | Dennis Endras        |
| 2013/2014                   | Danny aus den Birken |
| 2014/2015                   | Tyler Beskorowany    |
| 2015/2016                   | Mathias Niederberger |
| 2016/2017                   | Gustaf Wesslau       |
| 2017/2018                   | Dustin Strahlmeier   |
| 2018/2019                   | Danny aus den Birken |
| 2019/2020                   | Mathias Niederberger |
| 2020/2021                   | Joacim Eriksson      |
| 2021/2022                   | Dustin Strahlmeier   |
| 2022/2023                   | Henrik Haukeland     |
| 2023/2024                   | Kristers Gudlevskis  |
| Zdroj na eliteprospects.com |                      |